# Moara Vlăsiei
Moara Vlăsiei es una comuna y pueblo de Rumania ubicada en el distrito de Ilfov.

## Demografía
Según el censo de 2011, tiene 6307 habitantes, mientras que en el censo de 2002 tenía 5833 habitantes. La mayoría de la población es de etnia rumana (96,04 %).
La mayoría de los habitantes son cristianos de la Iglesia Ortodoxa Rumana (96,02 %).
En la comuna hay dos pueblos (población en 2011):
- Moara Vlăsiei (pueblo), 4411 habitantes;
- Căciulați, 1896 habitantes.

## Geografía
Se ubica en el cruce de las carreteras A3 y 101, unos 20 km al norte de Bucarest.